# Музей Бали
Музей Бали (англ. Bali Museum) — это музей искусства и истории, который находится на юге индонезийского острова Бали, в городе Денпасар.
Несмотря на то, что музей Бали располагается во внутреннем дворе с высокими воротами, его можно увидеть из бельведера.

## Описание
Музей был построен в 1931 году архитектором П. Дж. Муженом, возле места расположения бывшего королевского дворца Денпасара, который был сожжён дотла во время вмешательства голландцев в Бали в 1906 году. Его внешние стены и внутренний двор были взяты за образец в проектировании музея.

На территории музея находится 4 основных здания: Табанан (где показаны театральные маски и музыкальные инструменты), Карангасем (скульптуры и картины), Булеленг (текстильные изделия) и Тимур (археологические находки).
Он располагается на восточной стороне центрального квартала Денпасара, Таман Пупутан.